# Осип Хома
Осип Хома (псевдо: «Боксер»; 22 січня 1915, Відень — 30 квітня 1958, Нью-Мілфорд, США) — український боксер, стрілець УПА.

## Життєпис

### Дитинство та юність

1946 р. Зліва направо у другому ряді: «Яким» та Осип Хома. У першому ряді: Богдан Крук-«Мелодія», Надія Партикевич-«Марійка», Модест Ріпецький, Анна Черешньовська, Середоха-«Борис», «Рат», Анна Скірка-«Дора», «Леся», «Скритий».

Народився 22 січня 1915 року у Відні. Згодом родина переїхала до Станіславова. Любив подорожувати, прагнув до пригод. Найбільшим захопленням вже з юнацьких років став бокс. Великого зросту та сили, він у численних дворових боксерських боях постійно перемагав. Скоро йому стало зрозуміло, що ні в Станіславові, ані якомусь іншому місті немає достойних суперників. Батьки не поділяли захоплень хлопця і тому він відважився на кардинальний вчинок: 1932 року втік з дому та у п'ятнадцятирічному віці опинився у польському портовому місті Гдиня.
Тут він отримав набагато ширші можливості: на рингу переміг багатьох суперників, аж поки з часом не зустрівся у поєдинку із двічі чемпіоном Польщі у всіх вагових категоріях Станіславом Пілатом. Поєдинок із чемпіоном Осипу Хомі відкривав, здавалось, дорогу у професійний спорт — після переможного бою він став членом польської боксерської збірної, у складі якої виступав успішно проти тодішніх чемпіонів Європи — німців.

### Боксерська кар'єра
В одному з поєдинків на ринг проти українця вийшов німець, олімпійський чемпіон Герберт Рунґе, який програв бій Осипу. Хома став одним із найкращих боксерів Європи. У збірній Осип боксував недовго — його призвали на службу у військово-морський флот Польщі, звідки він згодом перевівся у торговий флот.
Хома не бачив вже можливості реалізувати себе у боксі в Європі, тому вирішив пізнати світ. На торговому судні Осип 48 разів перетинав Атлантику, побував у Індії, Північній і Південній Америках, на о. Шпіцберген, в багатьох тропічних країнах. За час праці у торговому флоті Хома 24 рази відвідав Нью-Йорк, довготривалі заходи у порт якого використовував для улюбленого хобі — боксу. Ці бої, звичайно, були аматорськими, але для портового боксера давали шанс стати професіоналом.
Невдовзі у Брукліні українець вперше вийшов на ринг як професійний боксер і відправив у нокаут відомого тоді американського боксера чеха Гавлічека. Після цього бою на Осипа Хому звернули увагу нью-йоркські боксерські промоутери: він підписав контракт із власником промоутерської компанії «Стенлі Гімнезіум» Гудменом.
Українського боксера взявся тренувати колишній чемпіон світу Бенні Леонард, легенда-легковаговик, який за свою кар'єру провів понад 200 боїв, з яких тільки чотири рази програв.
У серпні 1939 року Осип Хома мусив іще раз повернутися до Польщі, щоб виконати до кінця умови контракту із компанією торгового флоту. Ця поїздка вже вкотре змінила долю Осипа: у Гдині 1 вересня 1939 р. його застає німецько-польська війна, а відтак мобілізація.
У складі гарнізону міста Осип Хома бере участь у запеклих боях із німцями за порт. Тут він потрапив до полону, а далі до німецького концтабору для військовополонених. З часом йому вдалося звільнитися, оскільки німці дізналися, що полонили відомого боксера. Відтак Хома проживав у окупованій Польщі без роботи і боксу.

### У визвольному русі
Усвідомлюючи, що під час Другої світової війни його народ бореться за свободу для України, Осип встановлює контакти з ОУН, для якої на початках виконує кур'єрські завдання. Початок німецько-радянської війни 1941 року застав хлопця у Львові, а коли у 1943 р. розпочався набір у дивізію «Галичина», він приймає рішення йти до війська. Молодого добровольця призначають в артилерійський полк, разом із яким у червні 1944 року він потрапляє в оточення під Бродами і з неймовірними зусиллями виривається звідти. Але в околицях Львова під Брюховичами потрапляє вже в радянський полон, звідки — у концтабір військовополонених за Урал.

Борис Яворський — «Яким» із Осипом Хомою «Боксером» (праворуч). Лемківщина, 1946 р.

В 1945 р. Осип Хома добився репатріації до Польщі як підданий цієї держави. Відтак із Східної Пруссії він переїжджає на Лемківщину, де воювала УПА.
На Закерзонні Осип швидко налагодив контакти із українським визвольним рухом та приєднався у 1946 р. до сотні «Ударники» Степана Стебельського — «Хріна».
У відділі, як людина із бойовим досвідом та військовим вишколом, Осип Хома отримав під своє командування повстанський рій та обрав собі псевдо «Боксер». Згодом він став бунчужним сотні в старшинському ранзі поручника.
Численні бої та сутички показали Осипа як вправного артилериста і кулеметника. А в хвилини затишшя колишній моряк і боксер розповідав повстанцям про свої подорожі, або веселив різними трюками. Демонструючи свою силу, однією рукою за кінець ствола відривав кулемет від землі, а це понад 10 кг, та підносив його над головою. Повстанці дивувалися його силі і жартували та сміялися із своїх друзів, які намагалися зробити те саме з кулеметом, що й «Боксер».
Повстанський побут Осип Хома переносив важко. Завжди голодний, часто босий (мав 45 розмір взуття, яке складно було дістати у підпільному побуті), з трудом витримував довгі марші (від тривалої ходьби і при вазі понад 120 кг йому сильно боліли ноги) він не падав духом та завжди підтримував друзів по зброї. У його присутності дівчата-кур'єри відчували себе у більшій безпеці, як зазвичай.
Після акції «Вісла» поручник не перейшов із сотнею на територію УРСР, а залишився на Лемківщині в тереновій сітці ОУН, а восени 1947 р. із рейдовою повстанською групою перейшов у американську зону окупації Німеччини.

### В еміграції
У таборі переміщених осіб в Міттенвальді, Осип Хома востаннє повернувся до боксу: тренував українську табірну збірну, брав участь у національних змаганнях на першість народів DP (displaced persons — «переміщених осіб») 1948 року у Вюрцбурзі.
Саме в цих таборах доля ще раз звела його із колишнім промоутером, а тепер уже майором американської армії Гербертом. Обоє розуміли, що повернення на ринг для Хоми як професійного боксера не буде: десять років поневірянь, підірване здоров'я та вік не залишили жодних надій.
1951 року Осип Хома із родиною перебрався до США, одружився, у нього народилася донька Тамара. 
Закінчилося життя Осипа Хоми трагічно. 30 квітня 1958 року він помер у шпиталі Нью-Мілфорда на 41-у році життя після успішної операції (розчавлений дверима ліфта). Похований в Нью-Гейвені.